# Zrębnica

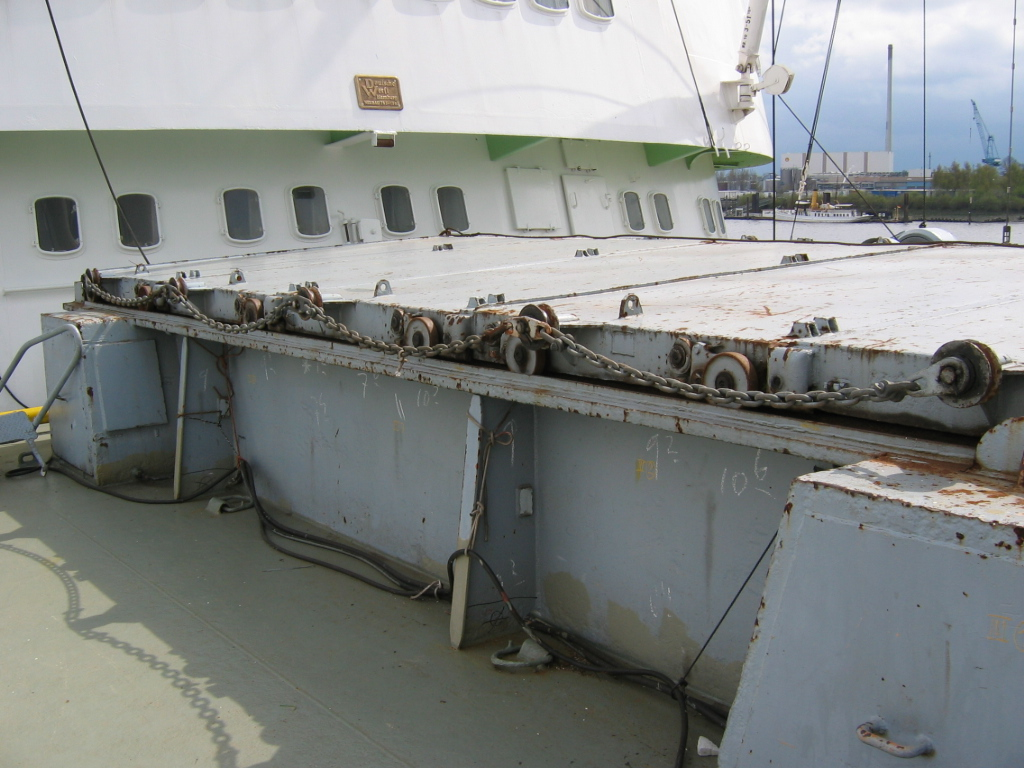
Zrębnica zakończona pokrywą luku ładowni

Zrębnica – pionowa ochrona, przed zalewaniem przez fale wchodzące na pokład, wokół luku lub włazu na pokładzie statku. Ma postać sztywnego i szczelnego fartucha z blachy zakończonego pokrywą luku lub włazu. Wraz z zamknięciem (pokrywa luku) tworzy zamknięcie strugoszczelne w pokładach.